# Театр масок Кхон

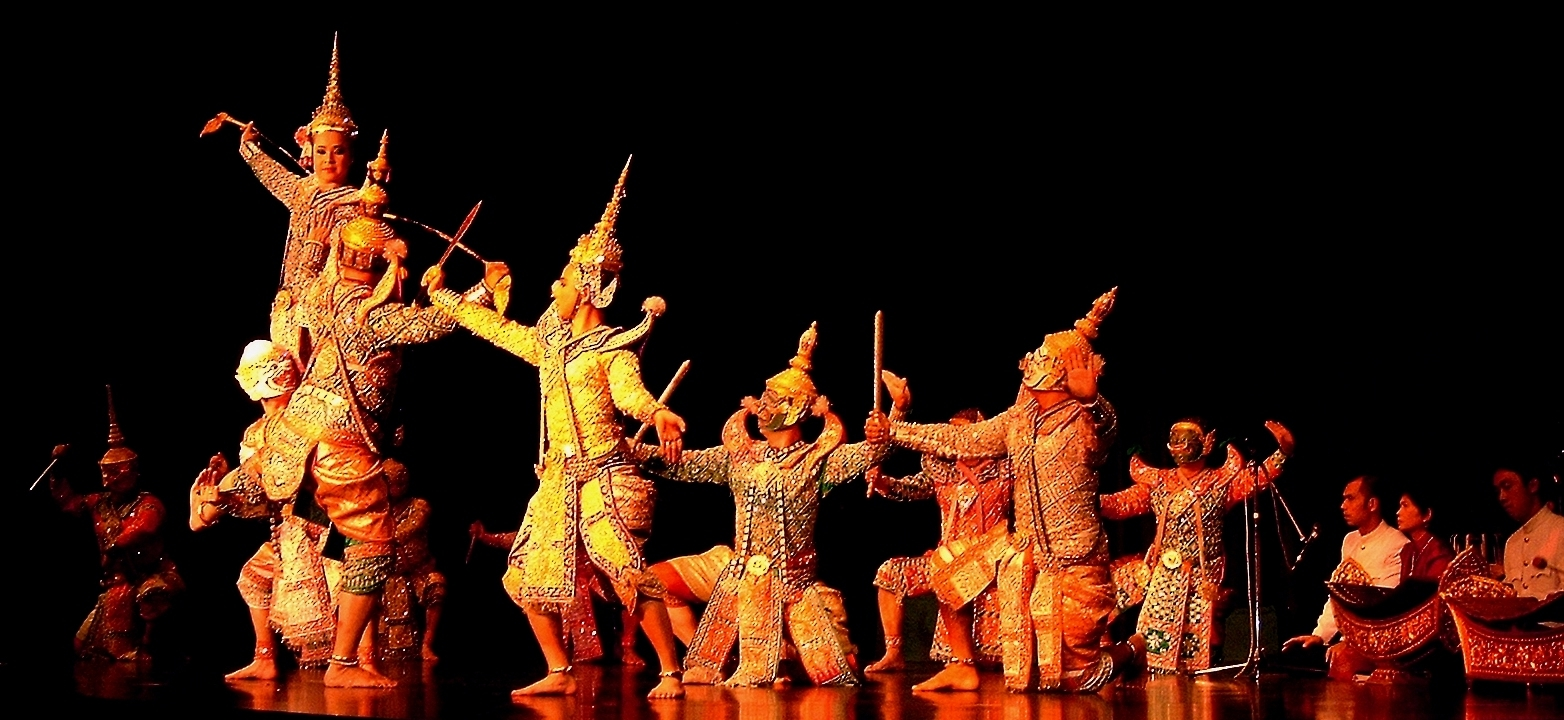
Выступление труппы театра Кхон в Германии в 2006 году

Театр масок Кхон  (тайск.: โขน) – это зрелищная танцевальная драма в масках, объединяющая в себе несколько форм искусства (драму, музыку, живопись, скульптуру, ремесла)  со сценами из тайского национального эпоса Рамакиен – версии древней индуистской эпической поэмы Рамаяны. Кхон является одним из древнейших театральных жанров. Первоначально Кхон исполнялся исключительно при дворе для крупных королевских мероприятий, а королевская труппа состояла исключительно из мужчин, которые исполняли и женские роли. Существовала также и женская версия Кхона –  khon phu ying (тайск.:โขน ผู้หญิง). В настоящее время в представлениях театра Кхон участвуют и женщины.
Во время представления актеры не произносят текст, поскольку он читается декламаторами за сценой. Кроме того, Кхон сопровождается игрой оркестра и пением сидящих в стороне певцов. Каждый жест и движение актеров имеют традиционное символическое значение. На сцене разыгрываются в основном только отрывки из Рамакиен.  Первоначально труппа королевского театра Кхон выступала на открытом воздухе, декорации не использовались. Однако уже к середине XIX в. с началом модернизации и вестернизации сиамского общества театральном искусство Кхон претерпело некоторые изменения. Так, появились различные декорации, сцена специально украшалась и освещалась, а сами представления стали проходить во дворце..
Театр масок Кхон являлся основным королевским развлечением в период царствования королей Рамы III Нангклао (1824-1851), Рамы IV Монгкута (1851-1868), Рамы VI Вачиравуда (1910-1925). Рама IV Вачиравуд  основал специальное Управление Развлечений при Министерстве Дворца, чтобы организовывать выступления театра Кхон. Сегодня Министерство Культуры отвечает за королевские представления театра Кхон, а также обеспечивает обучение этому театральному искусству.
В настоящее время развитием театрального искусства Кхон занимается Национальный театр Таиланда. Национальный театр Таиланда организует выступления театра Кхон, приуроченные к важным событиям в истории Таиланда. Так, в 2008 году в честь 80-летия Короля Таиланда Пхумипона Адульядета состоялось выступление королевской труппы театра Кхон.

## Главные действующие лица
Главными действующими лицами театральных представлений Кхон являются обезьяны-воины (армия обезьян), Хануман (Король обезьян), Тотсакан (Король Демон), Рама (Справедливый Король), Сита (жена короля Рамы), Лакшман (брат короля Рамы).
При постановке театральных выступлений театра Кхон используются классические техники тайского народного танца. У каждого персонажа существует свой набор специальных танцевальных движений. Так, у обезьян-воинов и демонов преобладает широкая постановка ног, согнутые колени, выпрямленный корпус, что является отличительной чертой стиля воинского танца в регионе Юго-Восточной Азии.

## Происхождение
Впервые о театре Кхон упоминается в поэме "Пра Ло" (конец XV в.). Тем не менее, нельзя утверждать, что Кхон появился именно в этот период. Считается, что название театра происходит от слова "кхон", которое, в свою очередь, является производным от названия ангольского музыкального инструмента "kora". Внешне этот инструмент напоминает барабан. Кроме того, по звучанию "kora" и барабан также имеют много общего. Согласно другой версии, слово "кхон" происходит от  "koll" (тамил. одежда, покрывающая все тело). Кроме того, в Иране слово "кхон" имеет значение "кукла", а в переводе с  кхмерского языка "кхон" - ролевая игра.

## История
Процесс формирования драматургии и драматических жанров в Сиаме тесно связан со спецификой развития местного театрального искусства и письменной словесности. Драма как род литературы складывается лишь к XIX в. Усвоив многое из практики индийского, яванского, малайского, монского или тямского театра, тайцы не заимствовали никакой теории (о поэтике и жанрах).
Еще до падения Ангкора (1431) правители тайских государств перенимали у кхмеров основы театрального действа: включали выступления кукловодов и танцоров в масках в культовый церемониал двора. Уже к XVI—XVII вв. Аютия становится настоящим оплотом театрального искусства. В этот же период в Индокитае складываются основные виды театральных представлений.
Особый расцвет театра масок Кхон наблюдается в период правления Рамы III Нангклао. В XVII веке было создано не менее 10 поэм для театра кхон, которые представляли собой изложения отдельных эпизодов Рамакиен и приветственное вступления к спектаклю с торжественным обращением к богам, королю.

## Костюмы Кхон
Ее Величество Королева Сирикит издала указ о создании новых, более носких и оригинальных костюмов для королевского представления Кхон, подчеркнув особую верность традициям. Она поощряла возрождение древних технологий ткачества в современных условиях.
Работа по созданию новых костюмов Кхон продолжалась несколько лет. Были изучены и проанализированы старинные документы; проведены исследования экспертов-профессионалов. Новые модели костюмов создавались в сотрудничестве с молодыми ремесленниками из колледжа Kanjapisek. Использовались и традиционные методы, такие как: шелковая вышивка, серебряная резьба, золотое покрытие и инкрустация изделий украшениями. В результате появилось новое поколение традиционных костюмов Кхон, демонстрирующее современные достижения тайской традиционной техники.

## Изготовление масок и головных уборов

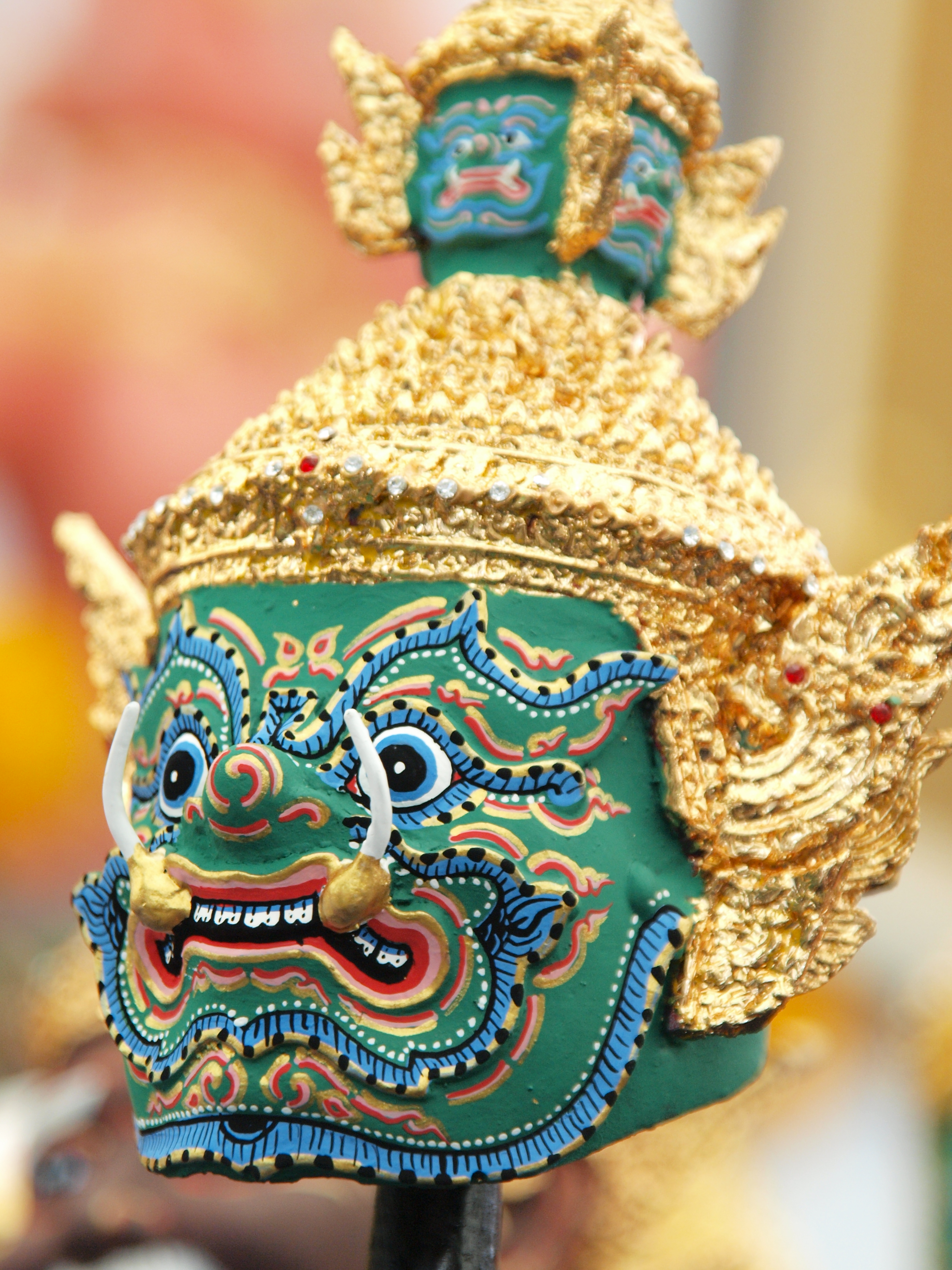
Традиционная маска театра Кхон

До начала Аютийского периода во время выступления лица актеров окрашивались в различные цвета (в зависимости от роли). Затем появились маски. С начала XIX в. маски надевают только обезьяны и воины.
Традиционная маска Кхон включает непосредственно маску для лица и головной убор. Она повторяет сложную форму короны монарха, но при этому облачающийся в нее актер не должен олицетворять статус монарха или принца, это считается неблагоприятным знаком. Поэтому маску изготавливают из недорогих и легких материалов, например, бумаги (для формирования формы и структуры), которую затем покрывают потальным золотом и зеркалами. В изготовлении масок принципиально не используются золото и драгоценности. Бумага достаточно хрупкий материал, особенно в контексте сценического представления, и именно поэтому в Таиланде было возрождено искусство изготовления бумаги из дерева кхой. Эта бумага обладает особой прочностью и гибкостью.
Художественно-постановочная группа Королевского театра Кхон изучала предметы искусства, маски, древние короны и головные уборы, находящиеся в Национальном музее в Бангкоке. Результаты этих исследований были использованы в создании новых моделей, которые сделаны с соблюдением основных художественных канонов; они сохраняют эстетику и пропорции древней традиции, при этом выполнены из современных материалов, более легких и удобных для ношения.

## Украшения и театральный грим
В искусстве создания аксессуаров и украшений театра Кхон сочетаются металлообработка, инкрустация изделий украшениями и позолота.
Художественно-постановочная группа Королевского театра Кхон изучала аксессуары и украшения, хранящиеся в Департаменте изящных искусств и в Национальном музее в Бангкоке. К созданию украшений нового поколения привлекли ремесленников из Колледжа Kanjapisek. Колледж был создан в 1995 году, в связи с обеспокоенностью Ее Королевского Высочества Принцессы Махи Чакри Сириндон тем, что искусство создания тайских ювелирных изделий вот-вот исчезнет.
С древних времен все актеры театра Кхон должны были носить маски и головные уборы. Затем появилась мода применять театральный грим.
Ее Величество Королева Сирикит дала распоряжение исследовать способы сочетания древних и современных техник нанесения макияжа. В результате появился совершенно новый принцип его нанесения, соединивший древние и современные методы. Так, современная косметика используется для улучшения внешнего вида актеров в условиях театрального освещения на сцене. Современный театральный макияж театра Кхон стал называться "королевским"

## Театр масок Кхон в России
4 октября 2017 года Её Королевское Высочество Принцесса Таиланда Маха Чакри Сиридхорн нанесла монарший визит в Россию и приняла участие в мероприятиях, приуроченных к 120-летию установления дипломатических отношений между Россией и Таиландом. 4 октября 2017 года в Санкт-Петербурге на Исторической сцене Мариинского театра выступил легендарный тайский театр масок Кхон.
Стоит отметить, что первым государством, где выступил сиамский балет, была именно Российская империя.: в 1900 году, через 3 года после подписания договора между Россией и Сиамом об установлении дипломатических отношений, придворная труппа сиамского балета выступила на сцене Михайловского и Александринского театров в Петербурге.